# قرارگاه حمزه سیدالشهدا
قرارگاه حمزه سیدالشهدا یا قرارگاه شمال غرب حمزه سیدالشهدا یکی از قرارگاه‌های ده‌گانه نیروی زمینی سپاه پاسداران به فرماندهی سرتیپ امان‌الله گشتاسبی است، که ستاد فرماندهی آن در شهر ارومیه قرار دارد. قرارگاه حمزه یکی از شناخته‌شده‌ترین قرارگاه‌های سپاه است و در اوایل دهه ۱۳۶۰ در جریان درگیری بین سپاه و گروه‌های کرد مخالف جمهوری اسلامی تأسیس شد و همچنان این موضوع مهم‌ترین مأموریت آن به‌شمار می‌رود. قرارگاه حمزه، سپاه‌های استانی شهدای آذربایجان غربی و بیت‌المقدس کردستان را تحت امر دارد. مهم‌ترین یگان‌های تحت امر این قرارگاه؛ لشکر ۳ نیروی مخصوص حمزه، لشکر ۲۲ بیت‌المقدس و تیپ ۱۰۰ انصارالرسول می‌باشند.